# Cadena bigemela
En teoría de números, una cadena bigemela de longitud k + 1 es una secuencia de números naturales
{\displaystyle n-1,n+1,2n-1,2n+1,\dots ,2^{k}n-1,2^{k}n+1\,}
en la que cada número es primo.
Los números {\displaystyle n-1,2n-1,\dots ,2^{k}n-1} forman una cadena de Cunningham del primer tipo de longitud {\displaystyle k+1}, mientras que {\displaystyle n+1,2n+1,\dots ,2^{k}n+1} forman una cadena de Cunningham del segundo tipo. Cada uno de los pares {\displaystyle 2^{i}n-1,2^{i}n+1} es un par de primos gemelos. Cada uno de los primos {\displaystyle 2^{i}n-1} para {\displaystyle 0\leq i\leq k-1} es un primo de Sophie Germain y cada uno de los primos {\displaystyle 2^{i}n-1} para {\displaystyle 1\leq i\leq k} es un primo seguro.

## Cadenas bigemelas más grandes conocidas
| k | n                                                                                         | Dígitos | Año  | Descubridor                   |
| - | ----------------------------------------------------------------------------------------- | ------- | ---- | ----------------------------- |
| 0 | 3756801695685×2666669                                                                     | 200700  | 2011 | Timothy D. Winslow, PrimeGrid |
| 1 | 7317540034×5011#                                                                          | 2155    | 2012 | Dirk Augustin                 |
| 2 | 1329861957×937#×23                                                                        | 399     | 2006 | Dirk Augustin                 |
| 3 | 223818083×409#×26                                                                         | 177     | 2006 | Dirk Augustin                 |
| 4 | 657713606161972650207961798852923689759436009073516446064261314615375779503143112×149#    | 138     | 2014 | Primecoin (block 479357)      |
| 5 | 386727562407905441323542867468313504832835283009085268004408453725770596763660073×61#×245 | 118     | 2014 | Primecoin (block 476538)      |
| 6 | 263840027547344796978150255669961451691187241066024387240377964639380278103523328×47#     | 99      | 2015 | Primecoin (block 942208)      |
| 7 | 10739718035045524715×13#                                                                  | 24      | 2008 | Jaroslaw Wroblewski           |
| 8 | 1873321386459914635×13#×2                                                                 | 24      | 2008 | Jaroslaw Wroblewski           |

q# denota el primorial 2×3×5×7×...×q.
A 2014, la cadena bigemela más larga conocida tiene una longitud de 8.

## Relación con otras propiedades

### Cadenas relacionadas
- Cadena de Cunningham

### Propiedades relacionadas de primos/pares de primos
- Número primo gemelo
- Primo de Sophie Germain es un primo {\displaystyle p} tal que {\displaystyle 2p+1} también es primo.
- Primo seguro es un primo {\displaystyle p} tal que {\displaystyle (p-1)/2} también es primo.